# Topftermin
Als Topftermin wird der Zeitpunkt bezeichnet, an dem Pflanzen in einer Gärtnerei getopft werden. Dabei wird dies meist als Kalenderwoche angegeben. Die Wahl des Topftermins ist maßgebend für
- den Blühzeitpunkt[2]
- den Verkaufszeitpunkt
- die Kulturdauer

## Belege
1. ↑  Vergleich von Kulturverfahren bei Beet- und Balkonpflanzen-Kombipots. Abgerufen am 1. Dezember 2020.
2. ↑  Ute Ruttensperger und Rainer Koch: Später Topftermin in Woche 42 führt bei den Primelserien Unistar und Eblo zuverlässig zu einem späteren Blühbeginn. In: www.hortigate.de. Abgerufen am 1. Dezember 2020.